# Ordre de l'Excellence (Bahamas)
L'ordre de l'Excellence (en anglais : Order of Excellence) est un ordre honorifique bahaméen créé en 2016.

## Organisation
L'ordre de l'Excellence est réservé aux chefs de gouvernements étrangers et à d'autres non-citoyens qui ont rendu des services exemplaires aux Bahamas,. Les membres de cet ordre portent le titre d'honorable.

## Récipiendaires notables
- Paul Kagame, président de la république du Rwanda[2],[4].
- Maxine Waters, représentante des États-Unis[2].